# Марисін (гміна Потворув)
Марисін (пол. Marysin) — село в Польщі, у гміні Потворув Пшисуського повіту Мазовецького воєводства.
Населення — 163 особи (2011).
У 1975-1998 роках село належало до Радомського воєводства.

## Демографія
Демографічна структура станом на 31 березня 2011 року:
|          | Загалом | Допрацездатний вік | Працездатний вік | Постпрацездатний вік |
| -------- | ------- | ------------------ | ---------------- | -------------------- |
| Чоловіки | 91      | 23                 | 61               | 7                    |
| Жінки    | 72      | 15                 | 43               | 14                   |
| Разом    | 163     | 38                 | 104              | 21                   |